# 軒轅劍參 雲和山的彼端
《軒轅劍參 云和山的彼端》是台灣大宇資訊DOMO小组所制作的角色扮演遊戲轩辕剑系列的第三代作品，於1999年12月4日在台湾發行，同月在中国大陆发行，为首款在中国大陆发行的轩辕剑系列游戏。故事背景设定为唐安史之亂前后。“雲和山的彼端”得來自于賽特的旅程，賽特從威尼斯出發，為尋求戰爭不敗之法橫貫歐亞大陸，尋找遠在雲和山的彼端王國。軒轅劍參的封面是由日本漫畫家皇名月負責繪製。2017年1月，推出iOS平台之「加強版」。2023年7月26日，本作登陆Steam平台。Steam版将画面比例优化为16:9，并支持高清晰度、优化物品贴图、支持手柄操作，同时提供iOS平台之「加強版」新增的中国篇剧情。本作于2023年12月8日登陆任天堂Switch。

## 設定
遊戲橫跨歐亞大陸，貫穿法蘭克、阿拉伯、中國三個文明。遊戲也針對不同文明做了不同的設計。如在水城威尼斯、大馬士革、以及最後的長安三地的建築、行人的服飾風格都各有不同，背景音樂也符合當地風格，對白也有各自的文化背景。遊戲歷史背景選擇在東西方文化碰撞的一個時期，將許多世界歷史上的大事件如怛羅斯之戰、阿拉伯革命、十字軍東征、安史之亂等穿插於劇情當中。需要注意的是，遊戲中對某些歷史的描寫與史書的記載不一致，例如怛羅斯之戰的後果、對高仙芝等人的評價等。
遊戲劇情從遙遠的西方威尼斯開始，但遊戲中仍透露著東方文化的底蘊，在遊戲的最後道出王道的本質。距離上一部軒轅劍時隔三年，但由於遊戲的設計過於龐大，仍然因為開發時間問題導致遊戲後期中國的劇情薄弱，製作者在其後的更新檔為中國部份增加了一些支線劇情、且在十幾年後的 iOS 移植增強版當中新增了一段讓男主角在唐朝臨時擔任要職的擴充主線劇情。

## 游戏剧情
是法蘭克王國的騎士，被執政王丕平（Pepin III）派去東方尋找「戰爭不敗之法」。行至威尼斯，遇「法蘭克護教團」以抓捕異教徒的名義濫殺無辜。賽特在營救無辜被捕的阿拉伯商人時，一個神秘巫師為其召喚出愛哭愛閙的妮可。無奈下，賽特答應妮可跟隨自己。在打敗護教團首領麥爾斯后，恐被報復，遂乘阿拉伯海盗的船向东遁去。不料在海上遇到威尼斯執政官與法蘭克護教團的海戰。正在雙方酣戰之時，神秘人物康纳里士（後得知其為恐懼之王）出現並從海底升起移動島，雙方被困於島上。護教團誤入移動島城堡卻全部被殺死。後來賽特在城堡後院發現會説話的石像，並得知此島為妮可的府邸，確認妮可身份後石像答應幫助將島往阿拉伯方向移動。
正在向阿拉伯移動途中，藍人的冰山忽然撞上移動島，賽特一行遭遇藍人襲擊，此時由「薇達」領導的阿拉伯海軍追擊藍人至此而被困冰山。一番惡戰後，打敗並抓獲了藍人領導「藍魔神」，但在將冰封藍魔神後，移動島也失去自由移動的能力。賽特一行決定乘坐薇達的船前往大馬士革，隨後一同冒險。上岸後，薇達帶領賽特一同前去拜訪肯迪大師，卻得知大師逝世的消息，賽特跟随大師的孫子小肯迪學習。隨後經歷阿拔斯王朝（Abbasid Caliphate）推翻歐馬亞王朝（Omayyads）統治的革命。在一座古墓中，賽特認識了一位阿拔斯官員企圖釋放出来鎮壓革命的「惡魔」卡瑪（實則是印度的愛情精靈）及其寵物：埃及飛猫安卡。在革命勝利前夕，賽特在王宮遭到黃雷阻擊，偶遇遠行遊歷的大唐高僧「慧彦」，並隨之繼續前行。途中，慧彥告知賽特，世界上根本沒有什麽「戰爭不敗之法」，最好的做法是避免戰爭的發生，這就是所謂的王道精神。隨後在巴格達，眾人得知唐朝軍隊使詐術滅掉石國，石國王子遠恩為復仇組成聯合軍反攻大唐。在怛羅斯戰场上，慧彦奮力阻止大食和唐兩軍開戰，不惜犧牲於此。臨終囑託賽特將自己的骨灰運回少林寺，並不要放棄追尋王道精神。
賽特隨後暈倒，在蜃樓王的擺弄間接觸發了賽特時空跳躍的能力，製造出了虛幻的五年，最後由慧彥死後的靈魂破壞蜃樓王的計畫而清醒，清醒後更加明白自己的目標所在。終於在軒轅劍仙指引下返回五年前，與慧彦的前世李靖共同前往大唐。到達長安，眾人得知康納里士和之前處處與眾人做對的麥爾斯提前來到。之後，眾人以傳教為名居住在長安王思月家。出於某些原因，賽特在唐明皇麾下臨時擔當了一段時間的軍中要職。之後，在獲知安祿山準備起兵造反後，賽特等人趕往皇宮，卻得知麥爾斯就是撒旦，現已完全覺醒，賽特破壞其肉體，被惱羞成怒的撒旦元神殺死。
一年后，軒轅劍仙尋回賽特的靈魂，並以仙力賦予新肉身（只能再活三十年）。最後，賽特返回長安，打敗企圖利用反曼陀羅陣來統治人界的撒旦，並將其封印進煉妖壺。賽特經歷旅程，在慧彦等人幫助下，獲悉了王道即「仁慈」與「秩序」，並返回歐洲傳播王道。

## 人物介紹
- 賽特（Septem）

為求真理東方行，風沙千里路迢迢。看盡人間征戰事，祈願塵世行王道。
遊戲開始前可以更改名字（iOS 版不可以），賽特是東方人和法蘭克人的混血兒，他雙眼瞳孔一個褐色，一個藍色。他自小為丕平收養，因為識字而受到提拔，為丕平收集各地戰爭情報。前世曾和撒旦一起在天界造反，並設計了反曼陀羅陣，還通過這個陣獲得了穿梭時空的能力。賽特在移動島精靈的幫助下激發了出來潛在於身體裡面的這個能力。這也是撒旦四處派人尋找賽特，說服他加入魔界的原因。撒旦企圖使用賽特的穿梭時空能力給世界製造混亂，從而統治世界。
DOMO小組後來確切表明賽特為《軒轅劍參外傳 天之痕》中宇文拓的後代然而由於三代和天之痕劇情上都沒有對此特別去強調，因此即便官方已經公布設定，仍然有非常多玩家以為賽特是宇文拓轉世。另外軒轅劍肆登場的柒因為名字近似(賽特的英文Septem源自拉丁文的七(Sept-))，這也是造成玩家容易誤以為「柒先轉世為宇文拓、而後又轉世為賽特」的緣由(包括軒轅劍肆漫畫版作者易水翔麟也這麼認為，因此肆代漫畫版最後一集單行本的小短篇中就出現了這個橋段)，但官方目前的設定中，只有「賽特是宇文拓後裔」是已經明示的設定，而柒和兩人間的關係目前沒有明確設定。
- 妮可（Nicole）

一朵青蓮出血池，未解塵世兒女情。上天入地不分離，深深依戀盼君懂。
遊戲開始前可以更改名字（iOS 版不可以），妮可是撒旦派到賽特身邊，說服賽特加入魔界的女魔將。也是移動島的主人。其前世是《軒轅劍參外傳 天之痕》裏的反方─獨孤寧珂。在天之痕結局中，獨孤寧珂被眾人擊敗，臨終前她希望來世變成普通人，但因為其本身已是魔將而只能轉生在魔界，故古月仙人將其魂魄裝入伏羲琴，由宇文拓帶往西方，讓伏羲琴淨化魔性99年才使其魔性盡失，變得思想單純、愛哭愛鬧，也失去了身為魔將時的記憶。在與賽特的朝夕相處中，妮可對賽特暗生情愫。最後，妮可助賽特戰敗了撒旦。神界認為妮可幫助封印撒旦有功，安排她在歐洲轉世爲人。賽特在薇達過世後，在歐洲找到了已經轉世的妮可，並和她度過後半生。
事實上本作的女主角名字“妮可（Nicole）”並非是劇本設定，而是通過軒轅劍女主角命名活動中，以臺灣網友陳瑞蓮（網路暱：子揚）的建議而確定的，並因此也確定了天之痕中的反派角色寧珂（妮可的諧音）郡主的名字。妮可後來也成為為《大富翁5》的遊戲人物。
- 卡瑪（Kama）

徘徊紅塵千萬載，難忘深邃的雙眼。思念亙古難消減，期盼他年再續緣。
印度的愛情精靈，有著一隻比她年長名為安卡（Ankh，源於埃及代表生命的十字架）的黑貓相伴。為薇達的孿生姐妹，也是守護精靈，只是過度執著於自身的事情而背棄了這個誓約。
- 李靖

創業開國一元勳，羽化升天為神將。不忍生靈將塗炭，再渡凡塵護大唐。
歷史真實存在人物。於《天之痕》中也有登場。故事中他是開導賽特的少林寺僧侶慧彥的前世，於慧彥為了阻止怛羅斯戰役進犯的黑衣大食軍隊而戰死後轉變形貌為前世形象加入隊伍。
- 麥爾斯（Miles）

有情還無情，無心似有心。試問天地間，何人掌乾坤。
梅羅文加護教騎士團的隊長，其真實身分是魔界之帝撒旦在人世間的轉世。曾與莉蓮相愛，但最終被撒旦時指派來幫助覺醒的部下康那里士召喚。肉身後來在唐被賽特殺死，本體覺醒。
- 薇達（Widad）

沙場烽煙映嬋娟，浴血征戰誤終身。女兒心事君應知，何苦東行兩離分。
阿拉伯海軍中的女豪傑，通領著先祖傳承下來的一支勁旅，但因身為女性的身分為上級所排斥而發配邊疆，因為長期軍旅生涯所致，關於阿拉伯社會中對於女性的種種限制她通通不遵守。為卡瑪的靈魂孿生姐妹，對賽特有好感，而且似乎因為長期的軍旅生涯的關係造就了直率且敢愛敢恨的性格，最後與賽特結婚，十年後去世。
- 軒轅劍仙

上古神器名軒轅，藏諸深山無人知。千載歲月化成仙，雲霧氤氳隱仙跡。
軒轅劍在吸收天地精華後變成的樣貌，模樣為一老者。在三國時代的《雲之遙》故事中提到，軒轅劍仙本來是軒轅劍轉世者‧皇甫暮雲，但因為某些原因導致神識被分離出來，形體為一隻金狼，後來被分離出來的神識後前往西方，最後幻化成為軒轅劍仙。

## 遊戲系統

### 世界
本作主角賽特由歐洲出發往東方尋找戰爭不敗之法，因此地圖橫跨歐亞大陸。
- 歐洲

主角由法蘭克出發，主要行動在義大利北部。其中包含威尼斯、法蘭克關隘、修道院，以及虛構的海洞及青苔石迷宮。
- 移動島

恐懼之王康納里士在海上召喚出的神秘島嶼，實際上是妮可在身為魔將時的府邸，妮可離開後主要由島上的石像負責控制移動島。
- 冰山

神秘的種族藍人居住的冰山島嶼，在藍人操控下撞上移動島。
- 中東

主角離開移動島後在地中海海岸上岸，場景由地中海延伸到兩河流域。其中包含貝魯特、大馬士革、敘利亞森林，以及虛構的塔德莫爾古墓、肯迪之家、火炎迷宮。
- 西域

主角隨著高僧慧彥持續向東旅行經過的地區。其中包含巴格達、怛羅斯、石國、天山。
- 大唐

主角旅行的終點。其中包含長安、舊長安廢墟、洛陽、驪山、少林寺。

### 迷宮
遊戲中的許多場景都採用迷宮的形式，這也是大宇遊戲的特色之一。遊戲角色需要在迷宮中尋找出路、獲得寶藏，以及與遭遇的怪物戰鬥。迷宮可能由世界地圖或城市地圖進入。

### 神魔異事錄
此系統作为道具出现在道具目录中，玩家可以打开他进入一个类似“怪物资料大全”的地方。角色在游戏遇到的生物、精怪、魔物都會出现在里面。资料主要收集了该怪物的属性、攻击特征、血量、法力值等。但不是一開始就完全显示。必须在打败一定数量的該怪物後，该怪物的资料才会完全列在神魔异事录里。遊戲中部分怪物無法在戰鬥中遭遇，僅能由煉妖壺系統合成出來，但煉妖壺合成的怪物不會增加到神魔異事錄中，造成本作無法以正常遊戲方式集滿神魔異事錄。
﹙但在iOS版中煉妖壺合成的怪物已改為可以增加到神魔異事錄中。﹚
神魔異事錄系統在其後的軒轅劍系列中一直得以保留，只是出現的形式不同、名稱不同而已。

### 煉妖壺
戰鬥中可使用煉妖壺收化敵人。
道具目錄中可使用兩個物品或怪物煉化出一個新的物品或怪物。
本作與其他代最大不同在於有分西方祭壇與東方祭壇，相同組合在兩種祭壇煉化出的怪物或物品不同。在修道院打敗院長取得六芒星陣後會開啟西方祭壇，在天山之巔李靖贈送封神壇後會開啟東方祭壇。

## 相關商品
漫畫
- 軒轅劍（ISBN 962-859-862-7）

2000年8月大宇資訊與香港的視覺出版社合作，最早發售的軒轅劍漫畫。
書籍
- 軒轅劍參完全攻略集（ISBN 957-23-0880-7）

2000年第三波資訊代理發售。
- 軒轅劍參典藏畫冊（ISBN 957-23-0938-2）

2000年第三波資訊代理發售。

## 評價
《軒轅劍參》在1999年由電腦玩家雜誌舉辦第三屆遊戲金像獎中獲得最佳美術、最佳音樂、最佳國產遊戲。2000年在遊戲之星選拔賽中獲得最佳角色扮演類獎。

## 外部連結
- 歐美區NS版官方網站 （页面存档备份，存于）（英文）